# دم‌چلچله‌ای اردنی
دم‌چلچله‌ای اردنی (نام علمی: Allancastria deyrollei) از گونه‌هایی است که در سال ۱۸۶۹ میلادی توصیف علمی شدند. این پروانه از خانواده پروانه‌های دم‌چلچله‌ای است. ایران، ترکیه، سوریه، عراق، اردن، لبنان و اسراییل زیست‌گاه این‌گونه‌است. از آنجا که سرده Allancastria در اکثر نقاط شرق میانه زندگی می‌کنند و گونه Allancastria deyrollei علاوه بر سرزمین‌های نام برده در اردن هم دیده شده‌است و اعضاء دیگر این سرده در این کشور نیست، نام این‌گونه را دم‌چلچله‌ای اردنی می‌نامند.